# Riebiņi
Riebiņi è un comune della Lettonia appartenente alla regione storica della Letgallia di 6.331 abitanti (dati 2009).

## Località
Il comune è stato istituito nel 2004 ed è formato dalle seguenti località:
- Galēni
- Riebiņi
- Rušona
- Silajāņi
- Sīļukalns
- Stabulnieki